# آناتولی پتروف
آناتولی الکسیوویچ پتروف (روسی: Анатолий Алексеевич Петров؛ ۱۵ سپتامبر ۱۹۳۷ – ۳ مارس ۲۰۱۰) اَنیماتور، کارگردان انیمیشن، هنرمند و آموزگار اهل اتحاد جماهیر شوروی سوسیالیستی بود.
او در مؤسسه سینمایی گراسیموف به تدریس انیمیشن می‌پرداخت و یکی از توسعه‌دهندگان «تکنیک فتوگرافیکس» (نقاشی گرافیکی) در ساخت انیمیشن محسوب می‌شود.
او در سال ۱۹۸۹ میلادی «هنرمند مردمی» جمهوری فدراتیو سوسیالیستی روسیه شوروی لقب گرفت.
از فیلم‌ها یا مجموعه‌های تلویزیونی که وی در آن‌ها نقش داشته‌است، می‌توان به پلیگون و بانی‌فیکس به تعطیلات می‌رود اشاره نمود.